# جنگ بایکند
نبرد بایکند در سال ۷۲۹ میان خانات تورگش و متحدان سغدی شان در برابر خلافت اموی در بایکند، شهری در نزدیکی بخارا در فرارود (در ازبکستان امروزی) رخ داد.
ارتش عرب، تحت فرماندهی فرماندار خراسان اشرس بن عبدالله سلمی، برای سرکوب شورش گسترده شاهزادگان سغدی که سال پیش شوریده بودند و پشتیبانی تورگش را نیز با خود داشتند، در آن سوی آمودریا اردو زد.
با پیشروی ارتش عرب به سوی بخارا، توسط تورگش محاصره شدند و آب برویشان بسته شد.
تعاملاتی انجام شد که تقریباً برای عربها مانند «روز عطش» پنج سال قبل به فاجعه ای انجامید.
ولی سرانجام، با دلاوری الهام بخش چند رهبر عرب و کار پیشتازان تحت فرماندهی حارث بن ثریج و قطان بن قتیبه این وضعیت اعراب پایان یافت و آنها به بخارا رسیدند و آنجا را محاصره کردند.

## پیش‌زمینه
به دنبال گشایش پارس و خراسان در میانه‌های سدهٔ هفتم از سوی مسلمانان، سرزمین فرارود نیز از سوی آنان تحت فرماندهی قتیبه بن مسلم در هنگام خلافت ولید بن عبدالملک (پیرامون ۷۰۵–۷۱۵) گشوده شده بود. وفاداری باشندگان ایرانی، ترک‌تبار و فرمانروایی‌های غیرمستقل منطقه به مسلمانان ناپایدار بود و در سال ۷۱۹، آنها طوماری را به چینی‌ها و دولت خراجگزارشان یعنی تورگش (یک کنفدراسیون قبیله‌ای ترک) برای درخواست کمک نظامی در برابر مسلمانان فرستادند.
در پاسخ، یورش‌های تورگش در سال ۷۲۰ آغاز شد و سغدیان بومی خیزشهایی‌هایی علیه خلافت آغاز کردند که با وحشیگری فراوان ازسوی سعید بن عمر حرشی استاندار خراسان سرکوب شد، ولی در ۷۲۴ جانشین وی، مسلم بن سعید کلابی در حالی که می‌کوشید فرغانه را بگیرد فاجعهٔ بزرگی را متحمل شد (به اصطلاح «روز تشنگی»).
این شکست اعراب را به حالت پدافندی سوق داد و حتی اگر هیچ جنگی در کار نبود، طی چند سال آینده موقعیت اعراب در فرارود به تندی سقوط کرد.

## بن‌مایه
- همکاری‌کنندگان ویکی‌پدیا، «Battle of Baykand»، ویکی‌پدیای انگلیسی، دانشنامهٔ آزاد (بازیابی ۱۵ اسفند ۱۳۹۹)